# Dease Lake Airport

i7
i11
i13
Der Flughafen Dease Lake ist ein Regionalflughafen in der kanadischen Provinz British Columbia. Der Flughafen ist rund um die Uhr das ganze Jahr geöffnet und liegt in der Zeitzone UTC-8 (DST-7). Der Flughafen wurde bis 2010 von der Dease Lake Airport Society betrieben. Die Stikine Airport Society, eine non-profit Organisation übernahm danach den Betrieb.

## Start- und Landebahn
Beim Anflug auf den Flughafen stehen folgende Navigations- und Landehilfen zur Verfügung: NDB
- Landebahn 02/20, Länge 1829 m, Breite 27 m, Asphalt.[2]

Die Bahn fällt ab (nordöstliches Ende: 2625 ft Elev; südöstliches Ende: 2603 ft Elev).

## Service
Am Flughafen sind folgende Flugbenzinsorten erhältlich:
- AvGas  (100LL)
- Kerosin (Jet B)